# (7141) Bettarini
(7141) Bettarini est un astéroïde de la ceinture principale.

## Description
(7141) Bettarini est un astéroïde de la ceinture principale. Il fut découvert le 12 mars 1994 à Cima Ekar par Andrea Boattini et Maura Tombelli. Il présente une orbite caractérisée par un demi-grand axe de 2,78 UA, une excentricité de 0,09 et une inclinaison de 9,9° par rapport à l'écliptique.

## Compléments